# Signal d'intervalle

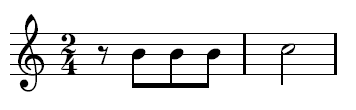
Jingle de la BBC.

En radiodiffusion internationale, un signal d'intervalle (en anglais : interval signal) est un son caractéristique, sous la forme d'un jingle ou d'une musique à longueur variable, généralement émis avant le début d'un programme, ou plus communément entre des programmes de différentes langues.
Ils servent à :
- aider l'auditeur à trouver la bonne fréquence de la station ;
- informer d'autres stations que la fréquence est pour le moment occupée ;
- permettre à un auditeur d'identifier la station même s'il ne comprend pas la langue utilisée.

La pratique a débuté en Europe pendant les années 1920 et 1930 sur la radiodiffusion internationale par ondes courtes. L'usage a quelque peu diminué avec l'avènement des récepteurs de radio à affichage numérique. Le terme « signal d'intervalle » n'est pas utilisé par certains radio-amateurs francophones, lui préférant le terme « indicatif d'identification ».

## Indicatifs des diffuseurs internationaux
- BBC World Service : Lillibullero[2]
- Radio Chine Internationale : Version aux carillons de La Marche des Volontaires
- Deutsche Welle : Mesures extraites de Fidelio par Beethoven
- Radio Serbie : Hymne national Bože pravde
- Radio Australie : Carillons de Waltzing Matilda
- Radio Autriche Internationale / ORF Ö1 International : Le Beau Danube Bleu de Johann Strauss II ou l'indicatif de Ö1, composé par Werner Pirchner[3]
- RTBF La Première/RTBF International : les premières notes de Où peut-on être mieux qu’au sein de sa famille ? du compositeur liégeois André Guétry (réorchestrée par Jacques Siroul dans les années 80, aussi diffusée pendant les journées syndicales et les grèves, et avant l'ouverture et la fermeture des stations domestiques de la RTBF[4] ) suivies, lors de l'ouverture de l'antenne, ou précédées si l'antenne ferme, de la Brabançonne
- Radio Canada International : 4 premières notes de l'hymne canadien Ô Canada au piano[5] ou l'instrumentale de Vive la Canadienne[6].
- Radio France internationale :  Entre 1945 et 1990 Radio France Internationale utilise Nous n'irons plus aux bois comme signal d'intervalle. Une pièce instrumentale reprenant les huit dernières mesures du refrain de La Marseillaise fut diffusé dans les années 80[7]. Dès 1990, la station diffuse un nouvel indicatif. À la fin de celui-ci les 12 dernières notes du refrain de la Marseillaise sont jouées et concluent l'indicatif[8].
- RAI / RAI Italia Radio : Uccellino della radio, "l'Oiseau de la Radio". Cet indicatif est une séquence de quatre sons générés mécaniquement et imitant un chant d'oiseau. Il a été utilisé par le prédecesseur de la RAI, EIAR et est aujourd'hui utilisé par Radio 1 avant les nouvelles régionales.
- NHK World : Kazoe-uta[9]
- Radio Habana Cuba : Marche du 26 juillet
- Radio Netherlands : Carillons de Merck toch hoe sterck, chanson de la Guerre de Quatre-Vingts Ans[10] ; les radio publiques domestiques néerlandaises utilisèrent les premières notes de l'hymne national Wilhelmus jouées, à la clarinette pour Hilversum 2 (actuelle NPO Radio 1) et Hilversum 5, à la flûte pour Hilversum 1 (actuelle NPO Radio 2), au synthétiseur pour Hilversum 3 et à l'épinette pour Hilversum IV, entrecoupées par le nom répétée du réseau qui n'émet pas de programmes[11],[12]
- Radio New Zealand International : Cri d'un korimako, répété toutes les 3 minutes.
- Radio Republik Indonesia : Rayuan Pulau Kelapa, composé par Ismail Marzuki
- RTÉ Radio 1 / RTÉ : O'Donnell Abú
- RTV Slovenija : Le "kukavica" de Franc Kramar, mécanisme imitant le son d'un Coucou commun européen[13]
- Radio Vatican utilise les carillons de l'horloge de la Basilique Saint-Pierre, enrengistrés ou recrées[14]
- Voice of America : Yankee Doodle joués par des cuivres
- Voice of Korea : Chanson du président Kim Il Sung
- Voix de la Russie : Version carillon de la  Grande Porte de Kiev de Mussorgsky
- Radio Moscou (ancien service de l'URSS) : Les Nuits de Moscou
- Radio RSA (ancien service de l'Afrique du Sud, remplacé par le service de SABC Channel Africa) : Chant d'oiseau sud-africain accompagné avec un instrument à cordes[15]
- Radio Suisse Internationale : Carillons d'une pendule à coucou[16] ou la chanson traditionnelle "Lueget, vo Berg und Tal" interprétée aux cloches
- Sveriges Radio International : Out in the Wide World de Ralph Lundsten[17]
- YLE Radio : "Pim-pam-pulla" d'AO Väisänen[18]